# Idaea depleticosta
Idaea depleticosta là một loài bướm đêm trong họ Geometridae.